# Port lotniczy Soroti
Port lotniczy Soroti – port lotniczy zlokalizowany w ugandyjskim mieście Soroti. Obsługuje połączenia krajowe.